# Васильев, Михаил Николаевич (художник)
Михаи́л Никола́евич Васи́льев (1830—1900) — русский живописец, академик Императорской Академии художеств.

## Биография
Художественное образование получил в Московском училище живописи, ваяния и зодчества (1848—1849) и в Императорской Академии художеств (1849—1857) у А. Т. Маркова. Получал медали ИАХ: четыре серебряные медали (малые и большие), малую золотую (1854) за программу «Суд Соломона», большую золотую (1857) за программу «Аэндорская волшебница вызывает тень Соломона» и звание классного художника. Был командирован за границу в качестве пенсионера Академии на шесть лет (1859-1864). Посетил Германию, Париж, Лондон, Константинополь, Афон и Италию и везде изучал памятники живописи в церквях и музеях.
По возвращении в Петербург получил степень академика ИАХ (1869) за живопись образов «Спаситель» и «Богоматерь». Получил звание профессора (1884). Состоял преподавателем в Художественных классах Академии. Специальность Васильева — церковная живопись.
Его образа и религиозные картины отличаются благородством сочинения, строгостью рисунка, приятностью красок и выдержанностью стиля в духе православия. Из произведений Васильева особенного внимания заслуживают: фигуры 14 пророков и восседающей среди них Богоматери, написанные восковыми красками, в русской посольской церкви в Париже; стенная живопись, тоже восковыми красками, в Николаевской кладбищенской церкви в Севастополе; девять небольших иконостасных образов в той же церкви; «Рождество Богородицы» в житомирском соборе, и десять религиозных картин в рижском соборе. Писал образа святых для русской церкви святого Пантелеймона в Новом Афоне и церкви св. Марии Магдалины в Иерусалиме. Некоторые эскизы Васильева находятся в Третьяковской галерее; в Государственном Русском музее хранится его картина «Итальянка».
Скончался (1900) в Царском селе. Похоронен на Казанском кладбище.

## Галерея

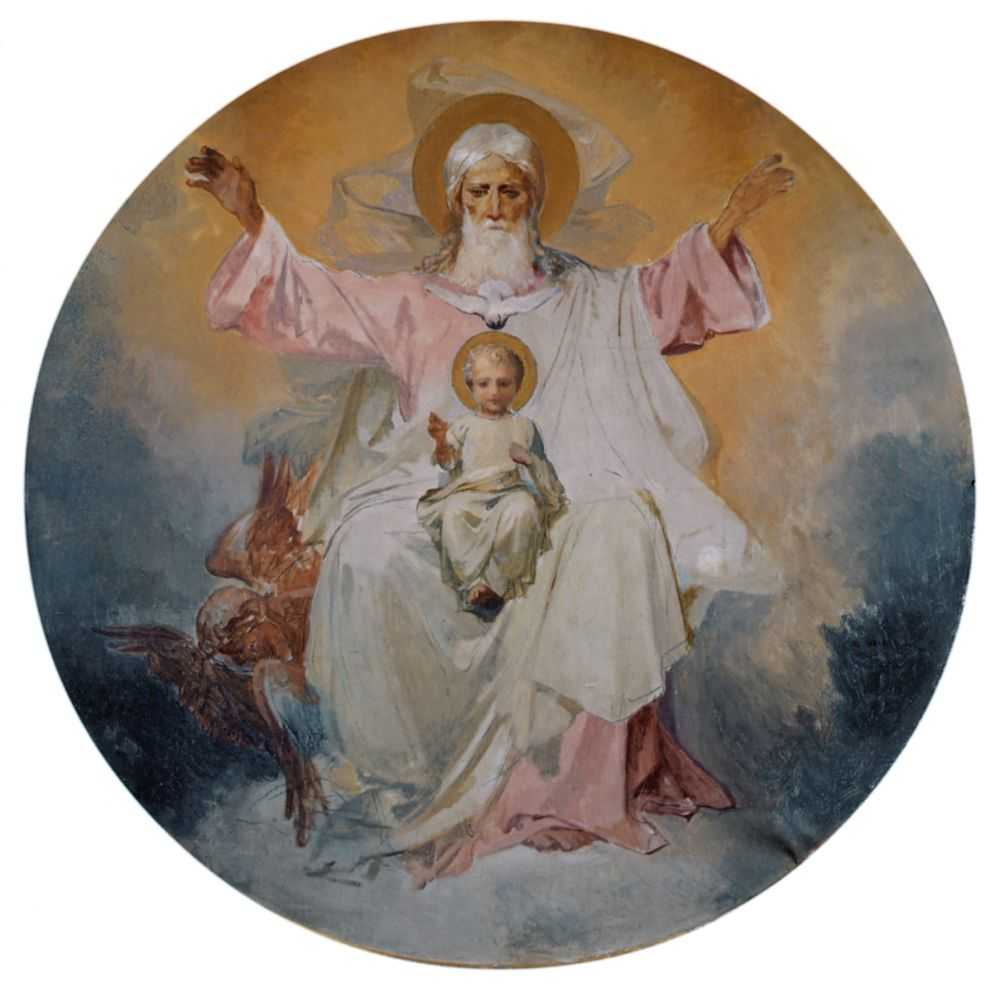
Бог Саваоф
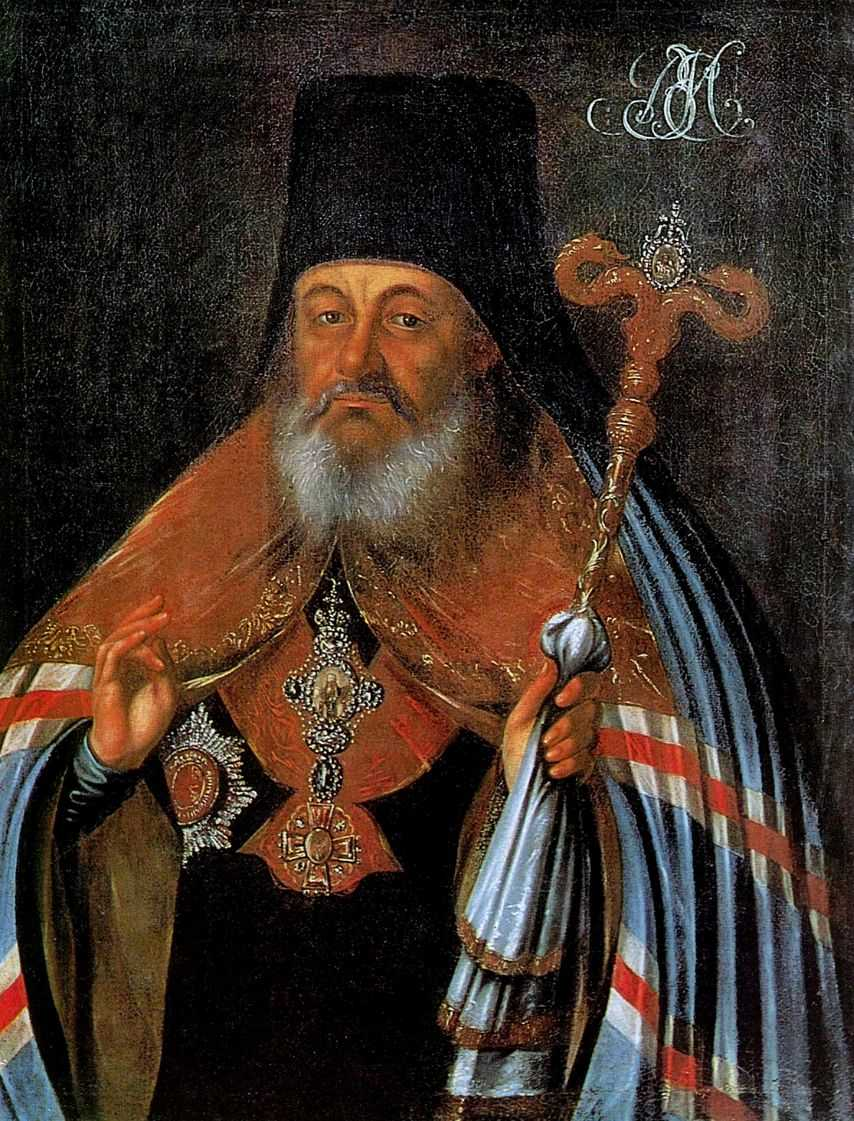
Портрет иркутского епископа Вениамина
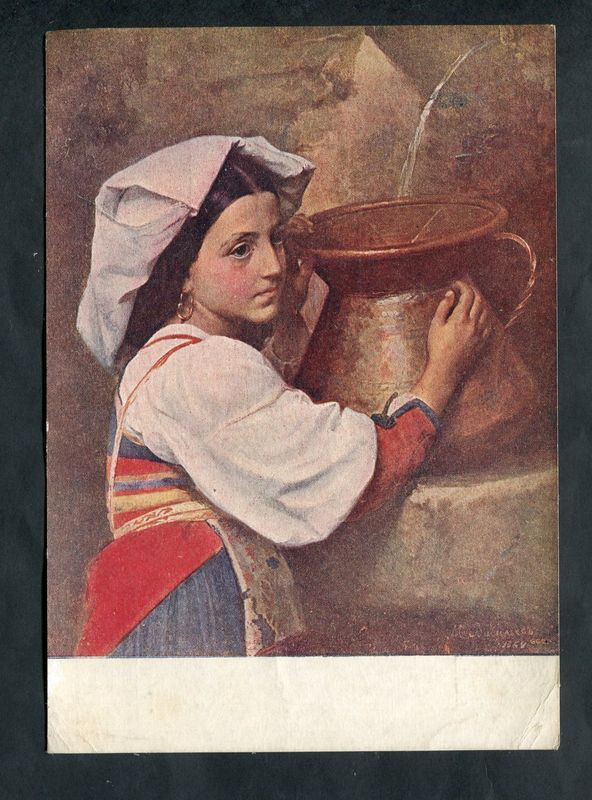
Итальянка
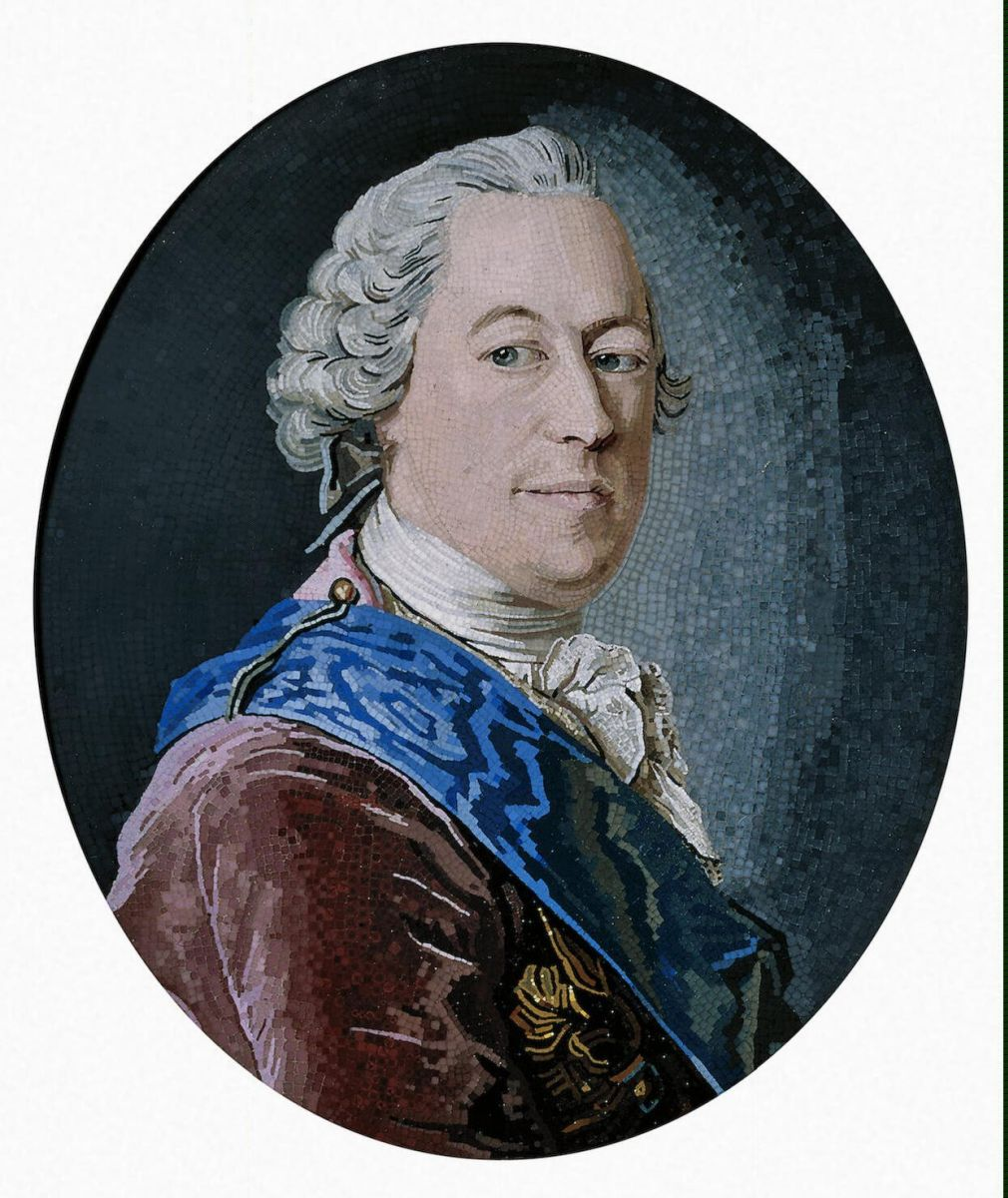
Портрет Воронцова (мозаика)
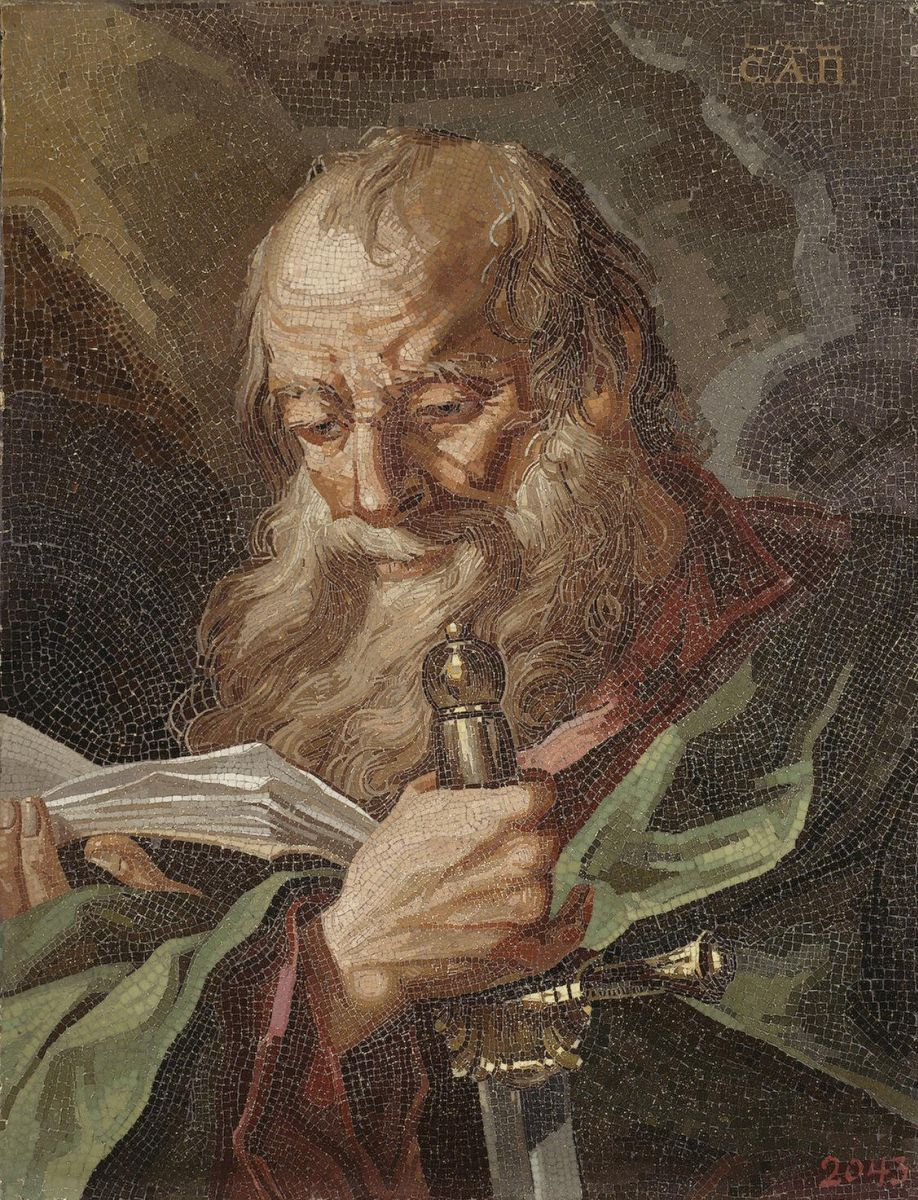
Апостол Павел (мозаика)